# Vlag van Roggel

gemeentevlag van Roggel
(1979-1991)

De vlag van Roggel is op 18 december 1979 bij raadsbesluit vastgesteld als gemeentelijke vlag van de voormalige Limburgse gemeente Roggel. De vlag kan als volgt worden beschreven:
een vlag in banen wit-rood met over alles heen ter breedte van ¼ van de vlaghoogte een geel-blauw geroomd kruis, waarvan een arm is gelegen op de scheiding van broeking en vlucht, met aan de broektop een greep in de vorm van een hoefijzer en aan de broekhoek een omgewende witte hoorn.
De kleuren van de vlag zijn ontleend aan het gemeentewapen en het wapen van het graafschap Horne. De sleutel stond voor Sint-Pieter die ook op het gemeentewapen was afgebeeld. Het hoefijzer als sleutelgreep duidde op het agrarisch karakter van Roggel. De hoorn sloeg op het graafschap Horne. Het kruis wees op het christendom.
In 1991 kwam de vlag als gemeentevlag te vervallen, omdat Roggel samen met Neer opging in de nieuwe gemeente Roggel en Neer, die heeft bestaan tot 2007. Toen ging Roggel en Neer samen met Haelen, Heythuysen en Hunsel op in de fusiegemeente Leudal. 

## Verwante afbeeldingen

Wapen van Roggel
Wapen van het Huis Horne en het graafschap Horne

Ambt Montfort 
· Amby 
· Arcen en Velden 
· Baexem 
· Beegden 
· Belfeld 
· Bemelen 
· Berg en Terblijt 
· Bocholtz 
· Born 
· Broekhuizen 
· Cadier en Keer 
· Echt 
· Eijsden 
· Elsloo 
· Eygelshoven 
· Geleen 
· Grathem 
· Grubbenvorst 
· Haelen 
· Heel 
· Heel en Panheel 
· Heer 
· Helden 
· Herten
· Heythuysen 
· Hoensbroek 
· Horn 
· Horst 
· Hulsberg 
· Hunsel 
· Kessel 
· Klimmen 
· Limbricht 
· Linne 
· Maasbracht 
· Maasbree 
· Margraten 
· Meerlo-Wanssum 
· Meijel 
· Melick en Herkenbosch 
· Montfort 
· Munstergeleen 
· Neer 
· Nieuwenhagen 
· Nieuwstadt 
· Nuth 
· Ohé en Laak 
· Onderbanken 
· Ottersum 
· Posterholt 
· Roggel 
· Roggel en Neer 
· Schaesberg 
· Schinnen 
· Sevenum 
· Sint Odiliënberg 
· Sittard 
· Stevensweert 
· Stramproy 
· Susteren 
· Swalmen 
· Tegelen 
· Thorn 
· Ubach over Worms 
· Ulestraten 
· Urmond 
· Valkenburg-Houthem 
· Vlodrop 
· Wessem 
· Wittem